# Brabham BT60
Brabham BT60 — последний гоночный автомобиль команды Формулы-1 Brabham, выступавший в сезонах 1991 и 1992 годов.

## BT60Y

Brabham BT60Y Марка Бланделла, 1991 год.

Шасси 1991 года было оснащено 12-цилиндровым двигателем Yamaha OX99. За рулем машины были Мартин Брандл, который снова возвращался в Brabham и Формулу-1 после выступления за Jaguar на чемпионате мира по гонкам на спорткарах 1990 года и новичок из Великобритании Марк Бланделл.
Brabham набрала всего три очка, с одним 5-м местом Брандла и 6-м местом Бланделла. Команда заняла 10-е место в Кубке конструкторов.

## BT60B
К сезону 1992 команда подготовила модифицированную версию болида 1991 года с индексом BT60B, которая была оснащена двигателем Judd GV V10. За рулем этой машины были бельгиец Эрик ван де Пуле и новичок из Италии - Джованна Амати. Однако, по ходу чемпионата она была заменена на будущего чемпиона, британца Деймона Хилла. BT60B была последней машиной, созданной Brabham.
Этот сезон был катастрофой для команды. После того, как ван де Пуле удалось квалифицироваться 26-м и последним и приехать 13-м (также последним) в ЮАР, команде никак не удавалось пробиться в гонку до ГП Великобритании, где Хиллу удалось квалифицироваться также 26-м.
Двумя гонками позже, на ГП Венгрии, Хиллу удалось финишировать 11-м, в четырёх кругах от победителя - Айртона Сенны. Причём, Brabham приехали туда одним болидом. Это был лучший результат Brabham в 1992 году.

## Результаты выступлений в гонках
| Год  | Шасси | Двигатель            | Шины | Пилоты      | 1   | 2   | 3   | 4    | 5    | 6    | 7    | 8    | 9    | 10   | 11   | 12  | 13  | 14   | 15   | 16  | Место | Очки |
| ---- | ----- | -------------------- | ---- | ----------- | --- | --- | --- | ---- | ---- | ---- | ---- | ---- | ---- | ---- | ---- | --- | --- | ---- | ---- | --- | ----- | ---- |
| 1991 | BT60Y | Yamaha OX99 V12, 3,5 | P    |             | США | БРА | САН | МОН  | КАН  | МЕК  | ФРА  | ВЕЛ  | ГЕР  | ВЕН  | БЕЛ  | ИТА | ПОР | ИСП  | ЯПО  | АВС | 9     | 3    |
| 1991 | BT60Y | Yamaha OX99 V12, 3,5 | P    | Брандл      |     |     | 11  | Сход | Сход | Сход | Сход | Сход | 11   | Сход | 9    | 13  | 12  | 10   | 5    | 17  | 9     | 3    |
| 1991 | BT60Y | Yamaha OX99 V12, 3,5 | P    | Бланделл    |     |     | 8   | Сход | НКВ  | НКВ  | Сход | Сход | Сход | 11   | Сход | 6   | 12  | Сход | НПКВ | НКВ | 9     | 3    |
| 1992 | BT60B | Judd GV V10, 3,5     | G    |             | ЮАР | МЕК | БРА | ИСП  | САН  | МОН  | КАН  | ФРА  | ВЕЛ  | ГЕР  | ВЕН  | БЕЛ | ИТА | ПОР  | ЯПО  | АВС | НКЛ   | 0    |
| 1992 | BT60B | Judd GV V10, 3,5     | G    | ван де Пуле | 13  | НКВ | НКВ | НКВ  | НКВ  | НКВ  | НКВ  | НКВ  | НКВ  | НКВ  |      |     |     |      |      |     | НКЛ   | 0    |
| 1992 | BT60B | Judd GV V10, 3,5     | G    | Амати       | НКВ | НКВ | НКВ |      |      |      |      |      |      |      |      |     |     |      |      |     | НКЛ   | 0    |
| 1992 | BT60B | Judd GV V10, 3,5     | G    | Хилл        |     |     |     | НКВ  | НКВ  | НКВ  | НКВ  | НКВ  | 16   | НКВ  | 11   |     |     |      |      |     | НКЛ   | 0    |

| Легенда к таблице |                                                                    |
| --- | ------------------------------------------------------------------ |
| В таблице перечислены результаты всех Гран-при Формулы-1, в которых использовался автомобиль. Строками таблицы являются сезоны, столбцами — этапы чемпионата мира. В каждой клетке указаны сокращённое название этапа и результат, дополнительно обозначенный цветом. Расшифровка обозначений и цветов представлена в нижеследующей таблице. |                                                                    |
| \| Пример \| Описание \| \| ------------ \| ------------------------------------------------------------------ \| \| 1 \| Победитель \| \| 2 \| Второе место \| \| 3 \| Третье место \| \| 5 \| Финишировал, заработав очки \| \| Сход \| Не финишировал, но при этом заработал очки \| \| 12 \| Финишировал, не получив очков \| \| НКЛ \| Финишировал, но не попал в финальную классификацию \| \| 15 \| Участвовал вне зачёта, либо по отдельной классификации \| \| 18 \| Не финишировал, но попал в финальную классификацию \| \| Сход \| Не финишировал \| \| НКВ \| Не прошёл квалификацию \| \| НПКВ \| Не прошёл предквалификацию \| \| ДСК \| Дисквалифицирован \| \| ИСК \| Исключён из протокола соревнований \| \| ТТ \| Заявлен для участия только в тренировках \| \| НС \| Участвовал в квалификации, но не стартовал в гонке \| \| Т \| Травмирован или болен \| \| ОТК \| Отказ от участия \| \| НТР \| Прибыл на соревнования, но на трассу не выезжал \| \| НПР \| Был заявлен в числе участников, но не прибыл к началу соревнований \| \| О \| Соревнования отменены \| \| \| Не участвовал \| \| Поул-позиция \| \| \| Быстрый круг \| \| |                                                                    |
| Пример | Описание                                                           |
| 1 | Победитель                                                         |
| 2 | Второе место                                                       |
| 3 | Третье место                                                       |
| 5 | Финишировал, заработав очки                                        |
| Сход | Не финишировал, но при этом заработал очки                         |
| 12 | Финишировал, не получив очков                                      |
| НКЛ | Финишировал, но не попал в финальную классификацию                 |
| 15 | Участвовал вне зачёта, либо по отдельной классификации             |
| 18 | Не финишировал, но попал в финальную классификацию                 |
| Сход | Не финишировал                                                     |
| НКВ | Не прошёл квалификацию                                             |
| НПКВ | Не прошёл предквалификацию                                         |
| ДСК | Дисквалифицирован                                                  |
| ИСК | Исключён из протокола соревнований                                 |
| ТТ | Заявлен для участия только в тренировках                           |
| НС | Участвовал в квалификации, но не стартовал в гонке                 |
| Т | Травмирован или болен                                              |
| ОТК | Отказ от участия                                                   |
| НТР | Прибыл на соревнования, но на трассу не выезжал                    |
| НПР | Был заявлен в числе участников, но не прибыл к началу соревнований |
| О | Соревнования отменены                                              |
| | Не участвовал                                                      |
| Поул-позиция |                                                                    |
| Быстрый круг |                                                                    |